# Arthur (or the Decline and Fall of the British Empire)
Arthur (or the Decline and Fall of the British Empire), ett konceptalbum av The Kinks, utgivet i oktober 1969 på Pye Records i Europa och Reprise Records i Nordamerika. Det här albumet skrevs ursprungligen till en TV-film till Granada Television. Men producenten fick inte ihop budgeten och filmen gjordes aldrig. Handlingen utvecklade Ray Davies tillsammans med pjäsförfattaren Julian Mitchell, som sedan skrev skivans "liner notes".
Innan inspelningarna av albumet påbörjades slutade gruppens basist Pete Quaife, och albumet blev det första med basisten John Dalton som kom att stanna hos gruppen under 1970-talet.
Albumet handlar om en man som heter Arthur Morgan och är mattlägare. Men livet är tufft i Storbritannien efter kriget. Man får följa honom och hans familj när de lämnar Storbritannien för ett liv i Australien. Först får man ta del av Arthurs tankar om ett svunnet England, och sedan vad de stöter på i Australien.
Albumet innebar att The Kinks åter syntes på Billboard-listan i USA, där deras föregående album The Village Green Preservation Society inte alls noterats. Men försäljningen var ändå relativt blygsam och skivan listnoterades inte i Storbritannien. Samtidens musikjournalister bemötte skivan mycket positivt, Robert Christgau gav skivan A- i betyg, och Greil Marcus som skrev för Rolling Stone gav en positiv recension och utnämnde albumet till 1969 års bästa brittiska album. Skivan anses än idag hålla hög klass vilket bland annat Stephen Thomas Erlewines femstjärniga recension på webbsidan allmusic är ett exempel på.
Den sarkastiska "Victoria" blev den största hiten från albumet. Den listnoterades både på amerikanska och brittiska singellistan, och i USA blev den gruppens största singelframgång sedan "Sunny Afternoon" 1966. Den andra singeln från albumet, "Shangri-La" gick dock obemärkt förbi, utom i Nederländerna där den blev en mindre singelhit.
Skivomslaget designades av Bob Lawrie. Originalutgåvorna gavs ut med ett utviksfodral där man drog upp LP-skivorna ur en kängurupung. Skivan innehöll även ett innerfodral med en bild på Drottning Victoria hållande huset "Shangri-La" med albumets huvudperson Arthur i.
Senare cd-utgåvor av albumet innehåller även singeln "Plastic Man" och dess b-sida "King Kong" som ursprungligen inte gavs ut på album.

## Låtlista
(samtliga låtar är skrivna av Ray Davies)
1. "Victoria"
2. "Yes Sir, No Sir"
3. "Some Mother's Son"
4. "Drivin' "
5. "Brainwashed"
6. "Australia"
7. "Shangri-La"
8. "Mr. Churchill Says"
9. "She Bought A Hat Like Princess Marina"
10. "Young And Innocent Days"
11. "Nothing To Say"
12. "Arthur"

## Listplaceringar
- Billboard 200, USA: #105[3]